# Alcyone (schip, 1985)

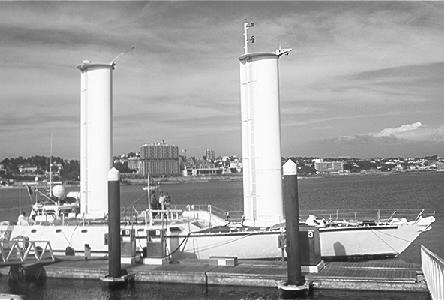
De Alcyone

De Alcyone is een expeditieschip dat geëxploiteerd wordt door de Cousteau Society.
Het schip werd specifiek gebouwd als expeditieschip en om de werking van een nieuwe voortstuwingstechniek genaamd turbosail te testen. De Alcyone is uitgerust met twee van deze turbosail-zeilen, die gebruikt worden om het vermogen van het door dieselmotoren aangedreven schip te vergroten. Nadat het eerste expeditieschip van de society, de Calypso, was gezonken, werd dit schip door de Cousteau Society hiertoe in dienst genomen.

## Trivia
- John Denver schreef een kort nummer, Alcyone The Wind als een eerbetoon aan de Alcyone. Dit nummer werd gespeeld in Cousteaus documentaire Secret Societies of Dolphins and Whales uit 1993.